# Rytidocarpus moricandioides
Rytidocarpus moricandioides là một loài thực vật có hoa trong họ Cải. Loài này được Coss. miêu tả khoa học đầu tiên năm 1889.